# Brevicyttara
Brevicyttara is een geslacht van vlinders uit de familie van de Houtboorders (Cossidae). De wetenschappelijke naam is voor het eerst gepubliceerd in 1982 door David Stephen Fletcher.
Dit geslacht is monotypisch, dat wil zeggen dat het maar één soort heeft namelijk Brevicyttara cyclospila (Turner, 1945) uit West-Australië.